# ‘En Yorqe‘am
‘En Yorqe‘am (hebreiska: עין ירקעם, En Yorke‘am) är en källa i Israel.   Den ligger i distriktet Södra distriktet, i den södra delen av landet. ‘En Yorqe‘am ligger 268 meter över havet.
Terrängen runt ‘En Yorqe‘am är huvudsakligen kuperad, men åt nordost är den platt. ‘En Yorqe‘am ligger nere i en dal. Runt ‘En Yorqe‘am är det ganska glesbefolkat, med 42 invånare per kvadratkilometer. Närmaste större samhälle är Dimona, 14,8 km norr om ‘En Yorqe‘am. Trakten runt ‘En Yorqe‘am är ofruktbar med lite eller ingen växtlighet.